# КД Авеш
Клубе Деспортиво даш Авеш (на португалски Clube Desportivo das Aves), по-популярен като Авеш е португалски футболен клуб от Вила даш Авеш. Състезава се в Лига де Онра, след като през сезон 2006 – 07 завършва на последното 16-о място и изпада.

## Успехи
- Примейра Лига:
  - 13-о място (2): 1985/86, 2017/18
- Лига де Онра: (2 ниво)
  -  Вицешампион (2): 2006, 2016 – 17
- Купа на Португалия:
  -  Носител (1): 2017 – 18
- Суперкупа на Португалия:
  -  Финалист (1): 2017/18
- Сегунда Дивисао: (3 ниво)
  -  Шампион (1): 1984/85

## Стадион
Авеш играе домакинските си срещи на Ещадио до Клубе Деспортиво даш Авеш. Стадиона е открит на 8 декември 1981 г. и тревното му покритие се счита за едно от най-добре поддържаните в Европа. През годините претърпява множество подобрения, особено през 2000 г., когато Авеш печели промоция за Португалска лига. Първоначално стадиона е разполагал с 12 500 места, но по-късно седалки има само за 7000 зрители. По време на Евро 2004 Френския Национален отбор използва стадиона за своя база и води тренировките си на него.

## Известни бивши футболисти
- Раул Мейрелеш
- Алмани Морейра
- Алфредо Естевес

## Български футболисти
- Венелин Николов: 1994/95 (11 мача - 0 гола)
- Димитър Шейтанов: 2019/20 (2 мача - 0 гола)